# Farmaco galenico
Per farmaci galenici (o preparati galenici, o preparazioni galeniche) si intendono i medicinali preparati dal farmacista nel laboratorio di una farmacia, o di una parafarmacia.
Essi si distinguono dai farmaci a preparazione industriale che per essere commercializzati necessitano di una autorizzazione; in Italia si prevede una AIC (autorizzazione all'immissione in commercio) rilasciata dall'AIFA. Anche le aziende farmaceutiche possono produrre galenici, e generalmente ciò avviene per quelli di più ampia diffusione. Per la produzione di galenici industriali pure viene rilasciata una AIC, ma con modalità semplificate rispetto agli altri farmaci, in quanto l'azienda è tenuta a rispettare i dosaggi, le metodiche di preparazione e i saggi di controllo sul prodotto finito richiesti dalla Farmacopea.

## Storia
L'origine di questo tipo di farmaci si deve a Galeno, medico dell'antica Grecia che a cavallo tra il secondo e il terzo secolo d.C. adoperò numerose erbe medicinali o loro estratti come farmaci.
Fino al 1930 il lavoro preminente del farmacista era la preparazione dei farmaci. Dopo la seconda guerra mondiale, con l'avvento dell'industrializzazione, il lavoro di preparatore è divenuto più marginale. Ciò nonostante, il farmacista ha conservato il suo ruolo di preparatore di prodotti medicinali.

## Tipi
Si distinguono due tipi di preparati galenici:
- Preparato galenico magistrale o formula magistrale: è il medicinale preparato dal farmacista in farmacia in base a una prescrizione medica magistrale (dal latino magister) destinato a un determinato paziente.
- Preparato galenico officinale o formula officinale: è il medicinale preparato autonomamente dal farmacista in farmacia secondo la Farmacopea di un paese membro dell'Unione europea e destinato a essere dispensato direttamente ai pazienti che si servono in tale farmacia.

Per determinare il prezzo di vendita di un preparato galenico esiste il Tariffario Nazionale.

## Nel mondo

### Italia
La normativa che prescrive le modalità di preparazione nelle farmacia sono le NBP (norme di buona preparazione) presenti nella Farmacopea ufficiale XII ed.
Successivamente alla loro pubblicazione è stato emanato il DM 18.11.2003 "Procedure di allestimento dei preparati magistrali e officinali" (G.U. 15.1.2004, n. 11), che stabilisce le procedure che devono essere osservate dalle farmacie pubbliche e private aperte sul territorio e dalle farmacie interne ospedaliere, che allestiscono preparati officinali non sterili su scala ridotta e preparati magistrali non sterili (norme semplificate).

Per i preparati sterili si applicano solo le NBP. Con DM 17 maggio 2018, la Farmacopea XII ed. è stata parzialmente modificata e tutti i preparati off label sono divenuti prescrivibili esclusivamente con ricetta non ripetibile
La legge n. 94 dell'8 agosto 1998 (cosiddetta "Legge Di Bella") ha abilitato i medici di famiglia a rilasciare ricette per la prescrizione di preparati magistrali (farmaci galenici). Il medico può sia prescrivere principi attivi prodotti industrialmente e autorizzati al commercio nel'Unione europea sia specialità medicinali la cui autorizzazione è stata revocata o non confermata per motivi non attinenti ai rischi d'impiego, o sostanze note nella farmacopea comunitaria. 

Se le indicazioni terapeutiche differiscono da quelle dei farmaci industriali (usi off-label), l'assistito deve firmare un consenso informato al medico, dopodiché può chiedere al farmacista il preparato prescritto. Il farmacista è obbligato a trasmettere mensilmente copia della ricetta all'ASL o al Ministero della Sanità.